# Fernando Fuentes
Fernando Javier Fuentes (n. 4 de marzo de 1970) es un guitarrista clásico e intérprete de banjo de Argentina.  
Arreglador y compositor de Guitarra, Banjo y Orquesta, se dedica a la interpretación en conciertos , audiciones musicales y Máster clases de éstos instrumentos, como así también a la enseñanza profesional en interpretación instrumental.

## Carrera
Fernando Fuentes comenzó sus estudios musicales en el año 1983 en el Centro Nacional Polivalente De Arte “Estanislao Guzmán Loza” (La Rioja). Posteriormente prosiguió los mismos en el Profesorado Nacional De Arte y Comunicación La Rioja (Actualmente: IFDAC “Alberto M. Crulcich”), recibiendo en el año 1992 el título de: Profesor Nacional de Música con Especialidad: Guitarra. Fueron sus maestros de Guitarra en éstos períodos: Francisco Frega, A. Luna Moreira, y Juan Carlos Vega. Estudió con Ramón L. Navarro (h) y Viviana Bognar las especialidades de Armonía y Audioperceptiva. Continuó sus estudios de Guitarra con Eduardo Isaac en la ciudad de Córdoba y Quique Sinesi en Buenos Aires. Desde el año 1991, integra la Orquesta Municipal De Música Popular de su ciudad, de la cual es además arreglador musical. A Partir del año 1999 y hasta la fecha, es profesor en el Instituto de Formación Docente en Arte y Comunicación “Alberto M. Crulcich” de La Rioja en las cátedras: Audioperceptiva y Guitarra (Profesorado y Tecnicatura). Es integrante fundador desde el año 1999 y hasta la actualidad de la “Asociación Riojana de Conciertos CANON”, entidad dedicada a la difusión de intérpretes y compositores de su ciudad e interior del país, realizando y organizando conciertos, cursos de especialización musical, programas radiales, etc. Dictó talleres de guitarra, Armonía, arreglos y composición musical en el interior de su provincia y en la ciudad de Catamarca (2002 / 2003/2008) y en la Universidad de música de Rosario (2007) organizado por la asociación musical: “Sinfonietta” y la Universidad de Música de Rosario respectivamente para docentes y alumnos de guitarra.). En el año 2003 realizó en su ciudad una clínica en sonido (Técnica de grabación, microfoneo, sonido en vivo, etc.) dictada por profesores de Córdoba de LA METRO.

## Actividades
- Participó además del “TALLER DE RITMOS Y ESTILOS FOLCLÓRICOS ARGENTINOS”, dictado en el año 2001 en La Rioja por el maestro: Juan Falù, terminando el mismo con un concierto compartido con éste músico, del Taller de “MÙSICA Y ARREGLOS PARA GUITARRA” dictado por el guitarrista Osvaldo Burucuá en la ciudad de Córdoba en el año 2004 y del WORKSHOP JAZZ E IMPROVIZACIÓN EN GUITARRA CLÁSICA dictado por el Guitarrista Julio Azcano en el Colegium CEIM en la ciudad de Córdoba en el año 2008 entre otros.
- En el año 1997 participó de una gira por el interior de su provincia para realizar presentaciones junto al Cuarteto de Cuerdas de la Orquesta Sinfónica Juvenil de Córdoba. Participó del ciclo “48 HORAS DE GUITARRA” (Santiago Del Estero, 1999) y de “GUITARRAS DEL MUNDO” en las ediciones 1999/2000/2002/2003/2005/2007 en las ciudades de La Rioja y Córdoba (Río Cuarto). En el año 2004, participó del Encuentro Internacional de Guitarra: “DEL NOROESTE CORDOBÈS”, junto a: “Nora Buchmann , Omar Cyrulnik , Sebastián Sambrana, Juanjo Bartolomé y Christian-Gilles Sabot” entre otros.
- Entre los días 16 al 20 de febrero del 2005 participó del Tercer Encuentro del “CAMPUS DE GUITARRA CONTEMPORÀNEA” (Tulumba, Córdoba) como alumno activo e intérprete, formando parte del documental “GUITARRA ADENTRO” (2008) de Javier De Silvio filmado en dicha oportunidad.
- En abril del 2005 participa como músico activo en el Taller musical “¿PORQUÈ NO DISFRUTO EN EL ESCENARIO?” destinado a trabajar los diferentes aspectos técnicos emocionales y demás en escena, con intérpretes de todo el país, dictado por el director de orquesta MAURICIO WEINTRAUB en la ciudad de Buenos Aires. Fue invitado a participar en diferentes programas especiales como solista en el ciclo televisivo: “Músicos de La Rioja”, conducido por Ramón Navarro (h), “De greda y ramada” Conducido por Facundo Herrera, Son de la Tierra y Sunyay (Programa especial) emitidos por: RTR TV CANAL 9 LA RIOJA S.E. Asimismo participó del programa televisivo local “Identidad” conducido por Wilson Ochova para CANAL 2, y como guitarrista invitado en el programa televisivo OESTE de Canal (á).
- El día 26 de noviembre de 2005 fue publicada una entrevista especial de música para la revista “ñ” del diario CLARÍN con el título: “Fernando Fuentes...La afinación del espíritu” Participó en las reconocidas obras musicales “MISA CRIOLLA”, junto a “OPUS CUATRO” (1999) y “MISSA PALATINA” (2003) junto al Coro Polifónico de su ciudad.
- Participó en la musicalización y composición de música original del ciclo televisivo: “VIERNES DE LEYENDA”, y en Ciclos Documentales conducidos por: Eduardo Fuentes (RTR, TV CANAL9).
- Grabó como Sesionista en diferentes oportunidades, como así también en el libro didáctico para Piano: “MANOS A LA OBRA” (Andrea C. Agüero, 2002).
- Participó como músico invitado en diferentes presentaciones discográficas de intérpretes de La Rioja.

## Discografía

### Solista o con varios artistas
- Banjo Signals (2017)
- Camino Secreto (2006)
- Intérprete (2001)
- Sobre el Arco Iris (1997)
- Con Lo Puesto (1994)